# Јордан Дијаз
Јордан Алехандро Дијаз Фортун (шп. Jordan Alejandro Díaz Fortún; Хавана, 23. фебруар 2001.) је шпански атлетичар кубанског порекла.На Летњим олимпијским играма у Паризу 2024. освојио је златну медаљу у троскоку са даљином од 17,86 м.

## Каријера
Освојио је златну медаљу 2017. на Светском првенству за млађе јуниоре и 2018. на Светском првенству за јуниоре.
Његов лични рекорд у троскоку је 18,18 метара, остварен у јуну 2024. На Светском првенству за млађе јуниоре 2017. у Најробију скочио је 17,30 метара, што је био нови рекорд шампионата и незванични светски рекорд за узраст до 18 година. Овај рекорд Дијаз је наредне године додатно побољшао даљином од 17,41 прескоченом 8. јуна 2018. у Хавани.
28. јуна 2021. пребегао је из кубанске делегације послате на припремно такмичење у Кастељон, у Шпанији. Тако је пропустио Олимпијске игре у Токију. Почео је да тренира код Ивана Педроса у Гвадалахари. Након што је 2022. добио шпанско држављанство, Дијаз је оборио рекорд Шпаније у троскоку.
Светска атлетика одобрила је Дијазу да представља Шпанију почев од 7. јуна 2024. управо на време да се такмичи на Европском првенству у атлетици 2024. где је освојио злато са личним рекордом од 18,18 м, што га је ставило на треће место на свету свих времена у троскоку.